# Ottavio Bianchi
Pour les articles homonymes, voir Bianchi.
Ottavio Bianchi est un ancien joueur et entraîneur de football italien. Il est né le 6 octobre 1943 à Brescia.

## Carrière joueur
Bianchi commence dans le club de sa ville au Brescia Calcio où il évolue une année en Série A en 1965. La saison suivante, il est transféré au SSC Naples. Il poursuit sa carrière à l'Atalanta Bergame, au Milan AC, et au Cagliari Calcio, disputant au total 204 matches de Série A. Il compte deux sélections avec l'équipe d'Italie de football.

## Carrière entraîneur
En tant que coach, Bianchi entraîna les clubs de Côme Calcio, Atalanta Bergame, AS Rome, Inter Milan et l'AC Fiorentina. Mais on le retient surtout pour son parcours au SSC Naples où il remporta le championnat d'Italie 1987 et la coupe d'Italie la même année. Il quitte le Napoli sur une victoire en Coupe UEFA en 1989. Il reviendra bien dans le courant de l'année 1993 mais sans succès.
Il fut secondé par son assistant Domenico Casati durant sa période avec les clubs de Naples, de la Roma, de l'Inter, et de la Fiorentina.